# Ameromyia dimidiata
Ameromyia dimidiata är en insektsart som beskrevs av Navás 1915. Ameromyia dimidiata ingår i släktet Ameromyia och familjen myrlejonsländor. Inga underarter finns listade i Catalogue of Life.